# 5e conseil des ministres du Canada

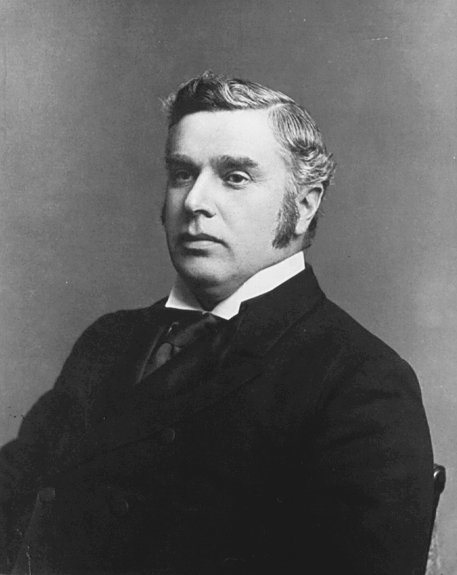
John Sparrow David Thompson, 4ème premier ministre du Canada.

Le 5e conseil des ministres du Canada fut formé du cabinet durant le gouvernement de John Sparrow David Thompson. Ce conseil fut en place du 5 décembre 1892 au 12 décembre 1894, soit pendant deux ans au cours de la 7e législature. Ce gouvernement fut dirigé par le Parti libéral-conservateur du Canada.

## Conseils des ministres et membre du cabinet
- Premier ministre du Canada

1. 1892-1894 John Sparrow David Thompson

- Surintendant général des Affaires indiennes

1. 1892-1894 Thomas Mayne Daly

- Ministre de l'Agriculture

1. 1892-1892 Vacant
2. 1892-1894 Auguste-Réal Angers (Sénateur)

- Ministre des Chemins de fer et Canaux

1. 1892-1894 John Graham Haggart

- Ministre du Commerce

1. 1892-1894 Mackenzie Bowell (Sénateur)

- Président du Conseil privé

1. 1892-1892 Vacant
2. 1892-1894 William Bullock Ives

- Ministre des Finances et Receveur général

1. 1892-1894 George Eulas Foster

- Ministre de l'Intérieur

1. 1892-1894 Thomas Mayne Daly

- Ministre de la Justice et procureur général du Canada

1. 1892-1894 John Sparrow David Thompson

- Ministre de la Marine et des Pêcheries

1. 1892-1894 Charles Hibbert Tupper

- Ministre de la Milice et de la Défense

1. 1892-1894 James Colebrooke Patterson

- Ministre des Postes

1. 1892-1894 Adolphe-Philippe Caron

- Ministre sans portefeuille

1. 1892-1894 John Carling
2. 1892-1894 Frank Smith (Sénateur)

- Secrétaire d'État du Canada

1. 1892-1894 John Costigan

- Ministre des Travaux publics

1. 1892-1894 Joseph-Aldéric Ouimet

## Non-membres du Cabinet
- Commissaire des Douanes

1. 1892-1894 Nathaniel Clarke Wallace

- Commissaire du Revenu intérieur

1. 1892-1894 John Fisher Wood

- Solliciteur général du Canada

1. 1892-1894 John Joseph Curran